# Adauto Domingues
Adauto Domingues, född 20 maj 1961, är en friidrottare från Brasilien. Han deltog vid olympiska sommarspelen 1988.